# 迷失假期
《迷失假期》（英語：Lost in Shell）是香港電視娛樂所製作的電視劇，於2018年10月22日至11月16日逢星期一至五23:30於ViuTV播出。劇集由徐㴓喬（Asha Cuthbert）、Artem Ansheles、駱振偉及余安安主演。此劇的賣點是安排了不同種族的演員演出。故事講述一個英國少女Carla Peach（徐㴓喬 飾）靠媽媽生前的旅遊日記到香港尋根。片頭主題曲的MV片段於大埔墟站拍攝。

## 故事大綱
英國少女Carla Peach（徐㴓喬 飾），跟住媽媽生前旅遊日記，出發尋根；初到香港，不單尋回身世，還有屬於自己的緣份；一次跨越過萬公里、八個時區、相隔25年的lost and found
《迷失假期》證實，你想要的，遠在咫尺，近在眼前。

## 角色列表

### 蝸囊旅館
| 演員                     | 角色         | 簡介 | 出場集數                                                                          |
| 徐㴓喬 （Asha Cuthbert） | Carla Peach  | 中英混血兒 王昇及Kayla的女兒 來港尋找父親 傾慕林文星 第18集與王昇相認 第20集返回英國 | 第1集起                                                                           |
| 童年：Haily Tesar        | Carla Peach  | 中英混血兒 王昇及Kayla的女兒 來港尋找父親 傾慕林文星 第18集與王昇相認 第20集返回英國 | 第2至3集、 第6集、第18集                                                          |
| Artem Ansheles           | Vanya Kozlov | 23歲 街頭藝術家表演定格 烏克蘭舞蹈員於2014年來港表演跳舞 表演後遇上烏克蘭戰事，親友全歿 滯留香港並逾期居留而害怕警察 於2014年起開始居住蝸囊旅館 傾慕Anna 第20集於表演後被警方及入境處拘捕 | 第1集起                                                                           |
| 駱振偉                   | 林文星       | 28歲 蝸囊旅館職員 黎芳的孫子 1997年8歲時父母到內地後失蹤 在大學修讀文學及體育 傾慕Carla                                                                                                   | 第1集起                                                                           |
| 童年：胡俊軒             | 林文星       | 28歲 蝸囊旅館職員 黎芳的孫子 1997年8歲時父母到內地後失蹤 在大學修讀文學及體育 傾慕Carla                                                                                                   | 第5集、 第7至8集、 第19集                                                         |
| 余安安                   | 貝依依       | Shell姨 街頭畫家 蝸囊旅館老闆 車大賢與車婉妍之母 曾經反對車婉妍學習音樂 第17集把蝸囊旅館賣掉                                                                                              | 第4至6集、 第8至14集、 第16至17集、 第19至20集                                    |
| 邵子風                   | 車大賢       | 大哥賢 35歲 貝依依之子 車婉妍之兄 因無法於其妹離世前帶吉他給她而患精神病須服藥 曾經從事金融業 曾經反對車婉妍以音樂作為事業                                                                | 第1集起                                                                           |
| 包仲欣                   | 車婉妍       | 街頭藝術家 貝依依之女 車大賢之妹 於2014年去世 於英國學習音樂 崇拜Eric Clapton | 第4至10集、 第17集、第20集 （除了第17集，其餘集數只於貝依依及車大賢的幻想中出現） |
| 陳振華                   | Alok         | 樂樂 於印度當海關 於香港出生及就讀聖公會小學 回港為遵守與小學同學阿Wing的約定 | 第1至8集、 第10至17集、 第19至20集                                                |
| 李明憲                   | 金宇辰       | 金仔 由韓國來港參加馬拉松 目標為218分鐘內完成馬拉松，因比賽中途有人發羊吊，導致最終以230分鐘完成賽事                                                                                      | 第1至5集、 第7至8集、 第10至16集                                                  |
| 黃奕晨                   | Jason        | 華人攝影師到港旅遊 到上海的航天科技展幫忙而提早退房 | 第11至14集                                                                        |

### 常規角色
| 演員               | 角色       | 簡介                                                                                 | 出場集數                                                    |
| Paulina Mary Mayer | Kayla Koss | 英國人 Carla之母 王昇之前妻 於2017年去世 香港回歸時帶著Carla返回英國生活             | 第2至5集、 第18集                                           |
| 袁富華             | 王 昇      | 露宿者 Carla之父 Kayla之前夫 回歸後獨自留港 後再婚及因內幕交易坐牢 第18集與Carla相認 | 第2集、第5集、 第11集、 第13至15集、 第17至18集、 第20集    |
| 陳麗雲             | 黎 芳      | 星婆 林文星的婆婆 與林文星相依為命 患有阿茲海默症                                    | 第5集、 第7至9集、 第11集、第14集、 第19集                  |
| 陳彼得             | Rais Azad  | 阿Wing 警察 Alok失散的小學同學 第16集調往衝鋒隊 第20集成為李家恩的男朋友             | 第2至8集、 第11集、 第12集(聲音)、 第16集、第18集、 第20集  |
| 余采霖             | 李家恩     | 警察 第20集成為Rais Azad的女朋友                                                     | 第2至7集、 第11集、第16集、 第18集、第20集                  |
| 羅伊婷             | 小魚       | 與Vanya 2014年一起在文化中心表演跳舞時認識 在旺角重遇Vanya街頭表演 右腿須義肢輔助    | 第5集、 第8至10集、 第14至16集、 第20集                     |
| Anna               | 俄羅斯鳳姐 | 傾慕Vanya 第20集被警方及入境處拘捕                                                   | 第3至5集、 第9集、 第11至12集、 第14至15集、 第18集、第20集 |

### 其他角色
| 演員          | 角色         | 簡介                                                        | 出場集數                            |
| 劉錫賢        | 煲仔飯店老闆 | 廟街煲仔飯店老闆 王日升為其飯店廿年前的業主                 | 第5至6集                            |
| 李 健         | 酒店職員     |                                                             | 第1集                               |
| 梅兆輝        | 猥瑣男       |                                                             | 第1集                               |
| 譚幹聰        | 黑膠陳       | 黑膠店老闆                                                  | 第2至3集、 第8集                    |
| 李偉成        | 明哥         |                                                             | 第2集                               |
| 伍國明        | 地攤地主     |                                                             | 第2集                               |
| 文橋康        | 新聞主播     |                                                             | 第3集、 第12集(聲音)、 第20集(聲音) |
| 陳雅慧        | 魚蛋檔老闆娘 |                                                             | 第3集                               |
| Prima Chan    | 戰亂兒童     |                                                             | 第3集                               |
| 林和順        | 憤世伯伯     |                                                             | 第3集                               |
| 戴畹旂        | Busking之友  | 車婉妍的好友                                                | 第5集、 第8至10集、 第12集、第17集  |
| 溫翰文        | Busking之友  | 車婉妍的好友                                                | 第5集、 第8至10集、 第12集、第17集  |
| 區偉權        | 林文星父親   |                                                             | 第5集、第7集                        |
| 梁 美         | 賣紙皮婆婆   | 被食環處控告賣紙皮、襲擊公職人員                            | 第5集                               |
| 曾建峯        | 食環處職員   |                                                             | 第5集                               |
| 馬錫忠        | 食環處職員   |                                                             | 第9集                               |
| 陳政滐        | 補習社同學   | 教Carla講中文                                               | 第6集                               |
| 蘇偉蘭        | 涼茶店老闆娘 |                                                             | 第6集                               |
| 吳良榮        | 陳師公       | 《警訊》男騙徒演員                                          | 第8集                               |
| 馬溱禧        | 女受害者     | 《警訊》演員                                                | 第8集                               |
| 蕭 洪         | 餐廳經理     |                                                             | 第10集、第13集                      |
| 余詠珊        | 美           | 社工                                                        | 第11集                              |
| 葉俊傑 謝皓鈞 | 地產職員     |                                                             | 第11集、第17集                      |
| 高俊文        | 王 昇        | 金融股評人 因與Carla父親姓名一模一樣而被誤會為Carla親生父親 | 第14集                              |
| 林芷彤        | 林芷彤       | 財經主播                                                    | 第14集                              |
| 容思棋        | 醫院護士     |                                                             | 第17集                              |

## 眾人對「家」的看法
| 集數   | 角色         | 對家的看法／定義                                                                                         | 對家的感覺 | 香港是你的家嗎？ |
| 第3集  | Vanya Kozlov | 家是一間房子。在這個房子裡有媽媽、爸爸，還有弟弟、妹妹、哥哥、姐姐。他們在一起住得很快樂，所以這就是家。 | 你知道我已經失去家人很久了，現在沒甚麼特別感覺。Shell姨是我的家人，她很照顧我，還有大哥賢，大哥賢也很照顧我，所以他們都是我的家人。如果他們開心，我也會開心。 | 因為香港有很多我在乎的人，所以它是我第二個家。 |
| 第5集  | 林文星       | 我沒有的東西，也不是的，我還有婆婆。我想家對我來說是一家人。                                             | 我想我會和別人有點不同，因為我在八歲的時候，爸爸媽媽已經失蹤了。一直都找不到他們，他們亦沒有再回來。所以可能因為這樣，對我來說，家好像有一份遺憾。但我所說的遺憾，不等於我認為家是不開心的。因為我由小到大都是由婆婆照顧的，雖然她現在整天說我很依賴她，想我獨立一點，但我知道她內心是非常疼愛我的，所以我覺得她有甚麼事的時候，我會照顧她。我這樣說不是想說自己很偉大，是因為我覺得我有甚麼事的時候，她也會照顧我，我覺得一家人應該這樣。 | 算嗎？也算是吧。 |
| 第6集  | Alok         | 我想不論何處，家就是家人的意思。                                                                         | 我從小就在香港長大，爸爸也在香港出生，但後來香港回歸，家人決定要搬回印度居住，我畢竟在中國人傳統環境下長大，當然要聽他們的話，他們始終是長輩，乖乖聽話比較好。 | 香港當然是我的家，荔園結業的時候，我比香港人更傷心，到現在我還有看香港的報道。但我想對大家說，記住，堅持到底。                                           |
| 第7集  | 李家恩       | 因為我在一個單親家庭下長大，從小到大都是媽媽照顧我，所以我覺得家一定要有媽媽。                           | 我常希望我的家有個大哥哥，可以照顧我、教我事情，因為我在單親家庭下長大，所以如果有個男孩，可以幫我修理水喉、換燈泡，這樣幫助我們。雖然我是一個警察，但也想向人撒嬌，不必做一個很有男子氣概的角色。 | 是，香港是我的家，所以我一定會保護我的家。 |
| 第9集  | 車大賢       | 家就是……媽媽、哥哥、妹妹就是家，缺一不可。                                                               | 家即是一家人，齊齊整整，缺一不可。我對我妹妹有很多感覺，這個世界會聽你說心事的，只有你的家人，沒有其他人。所以我覺得家人有甚麼要求，應該無論如何都要答應，有甚麼跟你說都一定要聽，這樣才是一家人。至於我媽媽，我首要的任務就是，馬上幫她找個男朋友，讓她可以開心一點，服侍她，我就可以脫苦海了，因為我遲早都要結婚，我將來也要服侍我老婆，我怎麼服侍我的媽媽？                                                                             | 香港哪有父母，香港只有阿爺。 |
| 第10集 | 貝依依       | 我覺得家要有溫度、有人氣，只要家人有互動、了解和體諒，這樣才算一個家。                                   | 以前我會覺得很內疚，因為我離婚了，令我的兒女要在單親家庭長大，所以以前我很緊張錢，我覺得只要有錢，家就會開心、安全。但自從女兒走了以後，我才明白錢不是最重要，最重要是有心，所以現在阿賢和我，做甚麼事都會為對方設想，希望對方開心，所以我覺得家這個字，很滿足、很快樂。 | 當然是，在這裏生活了很多年，又經歷了很多高高低低，所以對這裏有一份感情。我希望香港更加好，所以我經常鼓勵年輕人要有夢想，要努力令香港更加好。             |
| 第11集 | Jason        | 家應該是一個可以讓我輕鬆做自己的地方。                                                                   | 我覺得家是，我的家庭能給我一種很溫馨的感覺，他們很支持我做的事。雖然我從事攝影，有時候會往返各地，又會去危險的地方，好像有戰亂的地方。他們有時候會很嘮叨，常打來問我在哪裡，現在是否安全，不過這些都是出於他們的關心，所以我覺得他們真的很愛我。 | 雖然我懂得說廣東話，不過我對香港的認識很多都是根據一些新聞，或者是網上的分享，我有時候也會讚好。不過香港不是我的家。                                     |
| 第14集 | 王 昇        | 不知道……我沒有家很久了。                                                                                 | 沒有感覺。我結過婚，又離過婚，我現在覺得睡在天橋底很好。有甚麼不可以？我只相信我自己。我最好的家人就是鄰居，一起睡的露宿者。家有甚麼好的，是個負累，有家人就是你的負累，你又會有壓力。算吧，家？算了吧。 | 香港政府根本沒有關照我們這些露宿者，我也想上公屋，我在排期，排隊上公屋，排到現在都沒有。怎麼了，你以為我想露宿街頭嗎？可以選擇，誰想露宿街頭，真是傻的。 |
| 第15集 | 金宇辰       | 家對韓國人是很重要的，很重要的。                                                                         | 我覺得家是我的後盾，家人全都很反對我放棄做韓國偶像，去參加馬拉松比賽，我知道他們是很生氣的。但每當我離鄉別井參加比賽時，他們都會打電話給我關心我，我知道這條夢想之路，是要一個人走的，但是我很想他們像賢大哥一樣，一直鼓勵我和支持我。 | 在這裏賢大哥比我的家人更照顧我，令我覺得香港是很開心的。                                                                                                 |
| 第16集 | Rais Azad    | 我的家人全是警察世代，大家都是規行矩步的人，特別尊重長輩，以他的說話為先。                               | 對於執法上，我們有既定的答案和指引，我和爸爸或者爺爺都不會有分歧，因為警察就是要服從。可能其實很多事不能選擇，但是回到家，對於媽媽煲的湯，今晚吃甚麼菜，我和爸爸就會瘋狂地建議。其實我下班後也是一個普通市民。 | 是，一定是。雖然我的樣子像印度人，但我一句印度話也不會說。                                                                                               |
| 第19集 | 黎 芳        | 家人，但你不會將所有的事情都告訴他，因為想保護他們。                                                     | 太多感受了，誰會想白頭人送黑頭人，其實有些事我也忍了很久。只是在阿星面前，我就儘量不讓他知道，其實我很掛念我女兒，但又可以怎樣，所以我經常叫阿星放下，不要像我一樣，常常那麼傷心。 | 對，我在這裏生活了大半輩子。如果叫我走，其實我也捨不得。                                                                                                 |
| 第20集 | Carla Peach  | 對我來說，一個家是要齊齊整整，有爸爸媽媽，對我來說才是一個家。                                           | 因為小時候已經沒有再見過爸爸，我只知道他是香港人。在英國的時候，經常跟媽媽因為提起他而會吵架，令大家關係很差。可能那時年紀小，不明白，不明白為甚麼一提起這個人就要被媽媽罵。但我記得有一晚，我看到媽媽看著爸爸寄來的東西在哭，那時候不知道她在哭甚麼。但我終於明白，其實媽媽心裏還很愛他，所以我今次回來如果找得到爸爸，就要幫媽媽問我的爸爸，是否覺得欠我們一句對不起，一句道歉的話。我想……媽媽會原諒我們，原諒我。                       | 雖然我在香港出生，但其實我對香港沒有感情，所以香港不會是我的家。                                                                                         |

## 每集列表
| 集數 | 標題       | 首播日期       | 備註   |
| ---- | ---------- | -------------- | ------ |
| 01   | 終於抵港了 | 2018年10月22日 |        |
| 02   | 第一個線索 | 2018年10月23日 |        |
| 03   | 新的許願樹 | 2018年10月24日 |        |
| 04   | 阿星的發現 | 2018年10月25日 |        |
| 05   | 執紙皮婆婆 | 2018年10月26日 |        |
| 06   | 擁抱後變了 | 2018年10月29日 |        |
| 07   | 閃電傳呼機 | 2018年10月30日 |        |
| 08   | 一起開派對 | 2018年10月31日 |        |
| 09   | 趕盡表演者 | 2018年11月1日  |        |
| 10   | 賢的怪短訊 | 2018年11月2日  |        |
| 11   | 婆婆不見了 | 2018年11月5日  |        |
| 12   | 電台尋親記 | 2018年11月6日  |        |
| 13   | 自由的空氣 | 2018年10月7日  |        |
| 14   | 他就是父親 | 2018年11月8日  |        |
| 15   | 女兒還好嘛 | 2018年11月9日  |        |
| 16   | 面對秘密吧 | 2018年11月12日 |        |
| 17   | 賢的遺憾事 | 2018年11月13日 |        |
| 18   | 蝸囊將結業 | 2018年11月14日 |        |
| 19   | 害怕你離開 | 2018年11月15日 |        |
| 20   | 你會留低嗎 | 2018年11月16日 | 大結局 |

## 配樂

### 原創主題曲及插曲
| 歌名              | 歌手           | 作曲   | 作詞   | 編曲   | 監製           |
| ----------------- | -------------- | ------ | ------ | ------ | -------------- |
| 《What You Want》 | 包仲欣         | 包仲欣 | 包仲欣 | 溫翰文 | 包仲欣、溫翰文 |
| 《別碰》          | 包仲欣、溫翰文 | 溫翰文 | 樂末   | 溫翰文 | 溫翰文         |
| 《捉迷藏》        | 溫翰文         |        | 錫欽   |        |                |

### 其他歌曲
| 歌名     | 歌手     | 作曲   | 作詞 | 編曲                       | 監製   | 來自專輯                     |
| -------- | -------- | ------ | ---- | -------------------------- | ------ | ---------------------------- |
| 《活著》 | 余力機構 | 陳輝陽 | 因葵 | Tom Read / Andrew Bautista | 陳輝陽 | 余力機構《余力機構》（1997） |

## 製作團隊
| - 導演：樂末（黃汝樂） - 副導演：喇嘛、梅兆輝、姚嘉賢 - 執行監製：邵潔文 - 監製：盧思麟 - 編審：樂末、盧思麟 - 編劇：樂末（第1集起）、女山山（第1至12集、第18集起）、陳睿（第13至17集） - 製片：葉俊傑 - 助理製片：謝皓鈞 - 攝影師：何振宇 - 攝影助手：羅嘉進 - 燈光師：陳昇、陳嘉麒、林立祺 - 收音師：張維根 - 後期錄音室：創意之聲 - 音效總監：余家祿 - 混音：葉昞材 - 音響效果：蔡景輝、林漢釗、曾智豪、余璟彤 - 配樂指導：溫翰文 | - 美術組：余穎欣、倫耀君、葉海生、何美善、馮婷芝 - 畫師：林建邦@Art Sense Gallery - 服裝指導：盧敏兒 - 服裝助理：余綺明 - 化妝：江苑婷 - 髮型指導：雷淑賢 - 髮型：劉雄輝、孫耀榮、溫發耀 - 道具：李國華、楊庭皓 - 置景道具：黃錦宇、許欽民、方智能、貝朝城、黃湋文 - 劇務：朱耀昌 - 剪接：黃汝樂 - 動畫指導：趙國威 - 動畫：姚旨豐、Steven Richardson |

## 外部連結
- ViuTV《迷失假期》官方節目重溫 （页面存档备份，存于）
- 豆瓣电影上《迷失假期》的資料 （简体中文）
- 岑傲明視評 （页面存档备份，存于）

## 作品的變遷
| 香港 ViuTV 星期一至五 23:30－00:00 | 香港 ViuTV 星期一至五 23:30－00:00                                                     | 香港 ViuTV 星期一至五 23:30－00:00 |
| --- | -------------------------------------------------------------------------------------- | ---------------------------------- |
| | 迷失假期 （2018年10月22日－2018年11月16日）                                            |                                    |
| 已讀不回 （2018年9月24日－2018年10月19日） | 假若愛有期限 （2018年11月19日－2018年12月14日）                                        |                                    |
| 香港 ViuTV 星期一至五 10:00－10:30 · 星期二至六 04:00－04:30 重播 · 1月16日 暫停播映 · 1月27及28日改為 10:00－11:00 播出（兩集連播） · 1月28及29日凌晨重播時段一併改為29日 04:00－06:00 播出（四集連播） |                                                                                        |                                    |
| 待查 | 迷失假期（重播） （2020年1月2日－2020年1月28日） （2020年1月3日－2020年1月29日，重播） | 交易時段 （09:30－11:00）          |

| 加拿大 新時代1台 星期六 21:45－23:30 | 加拿大 新時代1台 星期六 21:45－23:30         | 加拿大 新時代1台 星期六 21:45－23:30 |
| ------------------------------------ | -------------------------------------------- | ------------------------------------ |
|                                      | 迷失假期 （2019年10月26日－11月23日）        |                                      |
| 仇老爺爺 （2019年9月21日－10月19日） | 假設性無罪 （2019年11月30日－2020年1月18日） |                                      |